# Swartzia laurifolia
Swartzia laurifolia är en ärtväxtart som beskrevs av George Bentham. Swartzia laurifolia ingår i släktet Swartzia och familjen ärtväxter. Inga underarter finns listade i Catalogue of Life.